# Astacilla estherae
Astacilla estherae är en kräftdjursart som först beskrevs av Rodríguez-Sánchez och Junoy 2002.  Astacilla estherae ingår i släktet Astacilla och familjen Arcturidae. Inga underarter finns listade i Catalogue of Life.